# Ээрбек
Ээрбек (устар. Эрбек, также Лев. Эрбек) — река в Кызылском кожууне Республики Тыва, правый приток Енисея.
Длина реки 56 км, площадь водосборного бассейна — 490 км². Исток находится у восточного подножия горы Падалыг, на высоте свыше 1310 м над уровнем моря. До слияния с рекой Правый Эрбек (длина Правого Эрбека — 16 км) в 40 км от устья носит название Левый Эрбек, также на карте подписаны не учтённые в ГВР левые притоки Кара-Сур и Кара-Хем.
В государственном водном реестре у Ээрбека записано ещё 2 притока: безымянный (на карте обозначен, как Эки-Оттунг, впадающий в 17 км по левому берегу, длиной 12 км; другой безымянный, впадающий в 24 км также слева, длиной 13 км.
Ээрбек впадает в Енисей, примерно в 4 км юго-западнее города Кызыл, на высоте 599 м, в 3464 км от устья.
В долине реки Ээрбек находятся могильники раннескифского населения Ак-Даг I, Бай-Даг I и VI, Хендей-Аксы.
По данным государственного водного реестра России относится к Енисейскому бассейновому округу.